# Antonio Caso

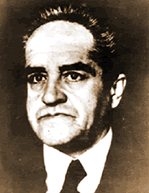
Antonio Caso

Antonio Caso Andrade (* 19. Dezember 1883 in Mexiko-Stadt; † 6. März 1946 ebenda) war ein mexikanischer Anwalt, Philosoph und Schriftsteller und gilt neben Alfonso Reyes und José Vasconcelos als einer der bedeutendsten Intellektuellen des modernen Mexiko.

## Biografie
Caso studierte Jura an der Escuela Nacional de Jurisprudencia in Mexiko-Stadt und schloss sein Studium 1905 ab. Im folgenden Jahr gründete er mit José Vasconcelos und Carlos González Peña die Literaturzeitschrift Savia Moderna und nach deren Auflösung im Jahr 1909 den Literaturzirkel Ateneo de la Juventud, dem auch Alfonso Reyes angehörte. Wie dieser hielt er Vorlesungen in Literatur und Philosophie an der Universidad Nacional Autónoma de México (UNAM).
Caso war nie als Anwalt tätig, sondern unterrichtete Literatur, Philosophie und Soziologie an der Nationaluniversität. Im Jahr 1910 begründete er die Philosophische Fakultät der UNAM mit und war später deren Leiter. In seiner Lehre wandte er sich gegen den Positivismus und machte Philosophen wie Henri Bergson, Wilhelm Dilthey, Edmund Husserl und Oswald Spengler in Mexiko bekannt.

## Werke

### Philosophische Werke
- Problemas filosóficos (1915)
- La filosofía de la intuición (1915)
- Filósofos y Doctrinas Morales (1915)
- La existencia como economía, como desinterés, como caridad (1916)
- Drama per Música (1922)
- Discursos a la nación mexicana (1922)
- El concepto de la Historia Universal en la filosofía de los valores (1923)
- El problema de México y la Ideología Nacional (1924)
- Principios de estética (1925)
- Historia y Antología del pensamiento filosófico (1926)
- Sociología genética y sistemática (1927)
- Nuevos discursos a la nación mexicana (1934)
- El acto ideatorio (1934)
- Positivismo, neopositivismo y fenomenología (1941)
- La persona humana y el Estado totalitario (1941)
- El peligro del hombre (1942)
- Filósofos y moralistas franceses (1943)
- México (apuntamientos de cultura patria) (1943)

### Gedichtsammlungen
- Crisopeya (1931)
- El políptico de los días del mar (1935)